# Dansk Film-Avis nr. 690
Dansk Film-Avis nr. 690 er en dansk Ugerevy med dokumentariske optagelser fra 1944. Filmene blev produceret af UFA film A/S, der var ejet af det tyske UFA, der var ejet af den tyske stat.
Den dansk producerede Dansk Film-Avis var en nazistisk ugerevy og udkom i årene 1941-1945. Den bestod typisk af tre dele: dansk stof, optaget af danske kameramænd, tysk stof fra Tyskland og reportager fra fronten, produceret af Deutsche Wochenschau.

## Handling
1. Blandt tjekkere har skakspillet altid nydt stor popularitet. Skakturnering i Prag med 420 deltagere fra hele Böhmen og Mähren.

2. Svæveflyvning er populær i Tyskland. Hundredvis af drenge melder sig hver måned for at lære det. Den kendte tyske kampflyver oberstløjtnant Baumbach er på besøg og fortæller sine unge kammarater om sine oplevelser i krigen.

3. Førsteklasses foder produceres til de mange heste, der anvendes i krigen. Havre, hø og halm presses til blokke. Det pakkes og sendes til fronten.

4. Komité til befrielse af Ruslands folk under ledelse af general Vlasov er grundlagt i Prag. Kort efter taler Vlasov til russiske arbejdere i Berlin.

5. Den tyske værnemagt har oprettet en ny formation, de såkaldte marinekampsvømmere. Natten til den 28. september 1944 sprængte de en bro over Waal-floden ved Nijmegen i Holland i luften.

6. På vestfronten fortsætter de allieredes offensiv. Engelske og amerikanske lavtflyvende kampflyvemaskiner angriber de tyske forsvarsstillinger. Om natten beskyder de tyske raketbatterier modstandernes stillinger.